# Scutellaria fedschenkoi
Scutellaria fedschenkoi là một loài thực vật có hoa trong họ Hoa môi. Loài này được Bornm. miêu tả khoa học đầu tiên năm 1918.